# プトラジャヤ・サイバージャヤ駅
プトラジャヤ・サイバージャヤ駅（プトラジャヤサイバージャヤえき、英: Putrajaya/Cyberjaya ERL station、マレー語: Stesen ERL Putrajaya/Cyberjaya）は、マレーシアプトラジャヤにあるエクスプレス・レール・リンク (ERL) KLIAトランジットの駅である。

## 概要
エクスプレス・レール・リンク (ERL) KLIAトランジットの駅であり、KLセントラル駅から数えて2駅目、KLIA2駅から数えて4駅目の駅である。KLIAエクスプレスの列車は通過駅となっている。
将来的には、2022年を目処に、Sungai Buloh - Serdang - Putrajaya線が乗り入れることが想定されている。

## 歴史
- 2002年4月14日 - KLIAトランジット開通に伴い開業[3]。

## 駅構造
島式ホーム2面4線の地上駅。改札・コンコースは2階、ホームは1階にある。屋外・屋内駐車場併設。
当駅は、現在「プトラジャヤ・セントラル」として知られる複合施設の一部となっている。プトラジャヤ・セントラルは、ERL駅、プトラジャヤ・モノレール駅、タクシーセンターおよびバスハブ（現在は、ラピドKLバスおよびナディプトラバスのハブ）などの複数交通機関施設及び店舗から成っている。

## 駅周辺
当駅は、プトラジャヤ第7地区のWestern Transport Terminal内に所在しており、セランゴール州との境界にほど近い場所にある。当駅の東側にプトラジャヤ病院があり、さらにその東側には人造湖のプトラジャヤ湖が広がっている。
- モノレール吊り橋
- プトラ・モスク
- プトラジャヤ・コンベンション・センター（英語版）
- マルチメディア大学 (MMU)

## ギャラリー

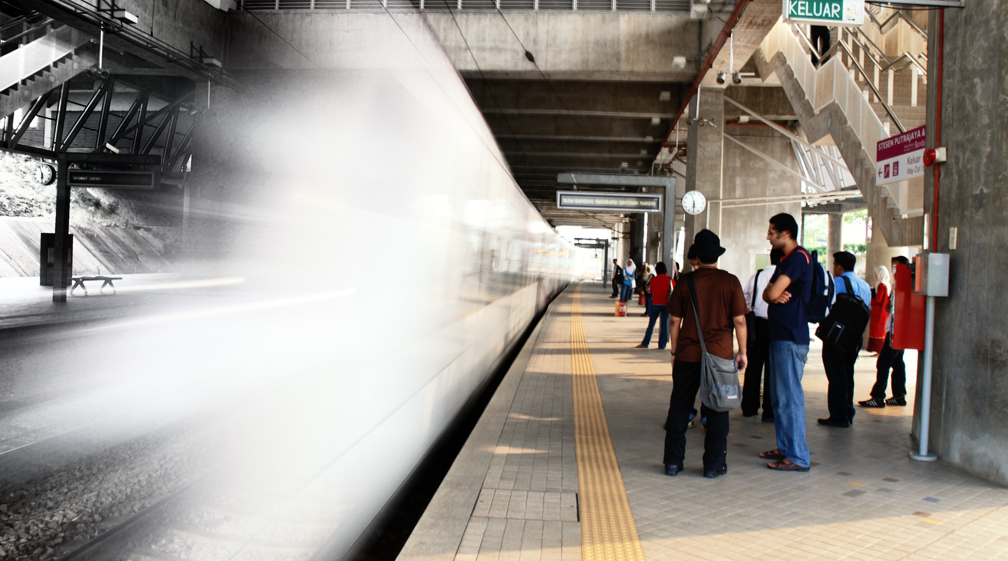
駅を通過するKLIA Ekspres
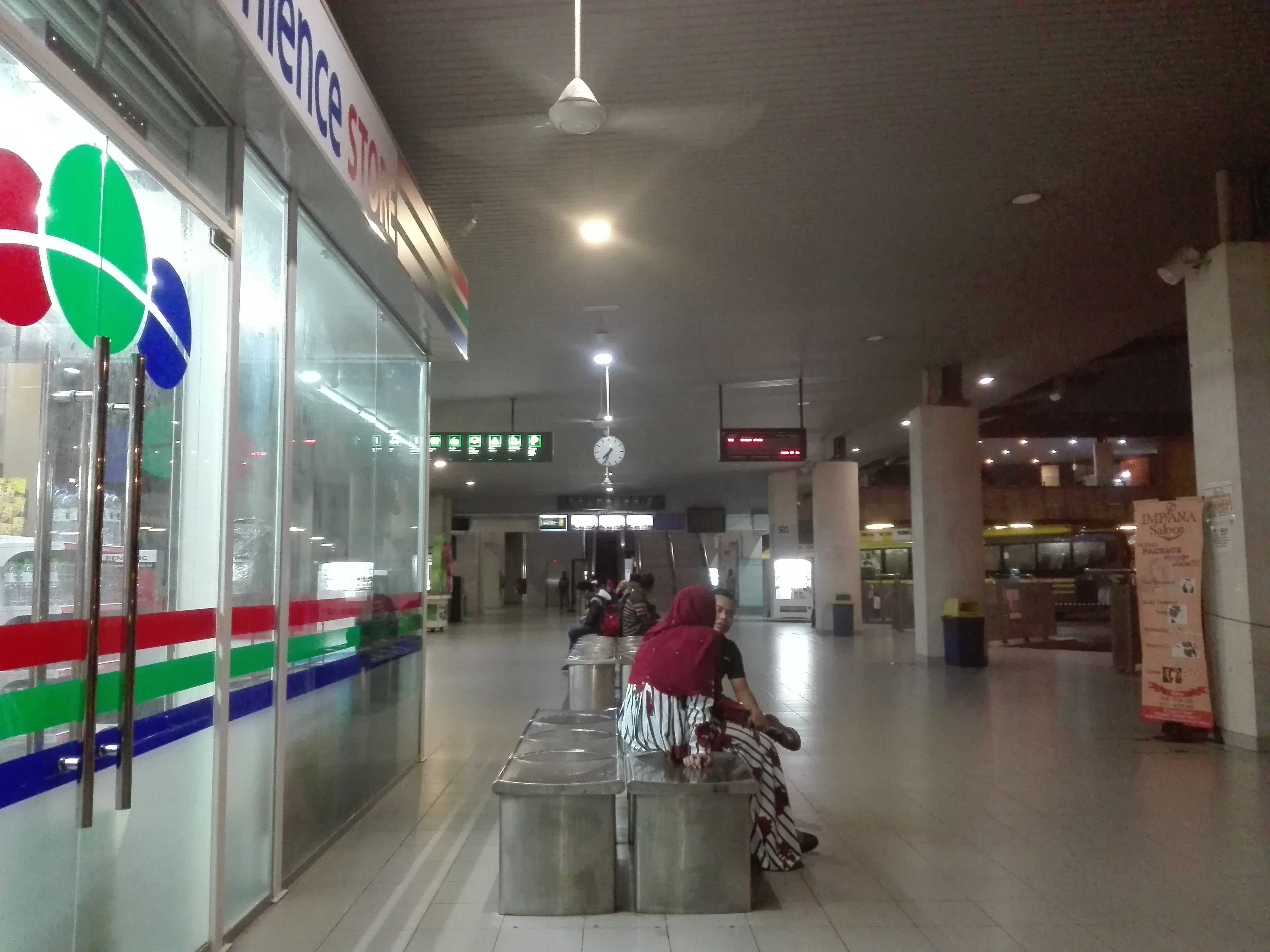
プトラジャヤ・セントラルのバスターミナル。駅はプトラジャヤ・セントラルの一部となっている。

## 隣の駅
エクスプレス・レール・リンク
■KLIAトランジット
バンダル・タシッ・スラタン駅 - プトラジャヤ・サイバージャヤ駅 - サラッ・ティンギ駅